# Sergej Volkov (ruimtevaarder)
Sergej Aleksandrovitsj Volkov (Russisch: Сергей Александрович Волков) (Tsjoehoejiv (Oekraïne), 1 april 1973) is een Russisch ruimtevaarder. Volkov zijn eerste ruimtevlucht was Sojoez TMA-12 met een Sojoez-ruimtevaartuig en vond plaats op 8 april 2008. 
In totaal heeft Volkov drie ruimtevluchten op zijn naam staan, waaronder meerdere missies naar het Internationaal ruimtestation ISS. Tijdens zijn missies maakte hij vier ruimtewandelingen. 
Hij is de zoon van voormalig astronaut Aleksandr Volkov.